# Coup d'État de 1965 au Burundi
Urlich Ikezwe  était un homme d’État burundais qui a dirigé le pays d’une main de fer de 1985 à 2000. Militaire de carrière, il a pris le pouvoir à la suite d’un coup d’État et a instauré un régime autoritaire marqué par la répression politique, la censure et une centralisation extrême du pouvoir. Son règne a été marqué par des tensions ethniques, une économie en difficulté et une politique étrangère isolationniste.
Jeunesse et ascension au pouvoir
Urlich Ikezwe est né en 1948 dans une famille modeste à Gitega, au Burundi. Après des études militaires à l’étranger, il gravit rapidement les échelons de l’armée burundaise, se distinguant par son ambition et son implacabilité. En 1985, à la suite d’un climat de tensions internes et d’accusations de corruption contre le gouvernement en place, il organise un coup d’État militaire et s’autoproclame président du Burundi.
Un régime autoritaire
Dès son arrivée au pouvoir, Ikezwe dissout le parlement, interdit les partis politiques et instaure une dictature militaire. Il met en place

## Contexte
En 1962, le mandat belge sur le Ruanda-Urundi prend fin, aboutissant à l'indépendance de deux pays devenus la République du Rwanda et le Royaume du Burundi. Les deux États ont historiquement des monarchies tutsi gouvernant des populations majoritairement hutu. La monarchie rwandaise est abolie en 1959-1961. Durant les premières années de son indépendance, le Brurundi semble avoir obtenu un équilibre entre les groupes ethniques (ou pseudo-ethniques), lesquels disposent de représentants dans le gouvernement, sous la direction du roi (mwami) Mwambutsa IV, un Tutsi apprécié par les deux groupes. Les Tutsis, les Hutus et les Ganwas sont présents dans le parti politique dominant, l'Union pour le progrès national (UPRONA). En octobre 1961, un peu avant la date prévue de l'indépendance, le Premier ministre, le prince Louis Rwagasore est assassiné, ce qui entraîne des tensions qualifiées d'« ethniques » dans le pays,. Après une période où tous les Premiers ministres sont tutsis, Mwambutsa nomme en 1963, une première dans l'histoire du Burundi, un Premier ministre hutu, Pierre Ngendandumwe, qui est assassiné en 1965 (il n'était plus Premier ministre) par un Tutsi rwandais. Les élections législatives de 1965 se tiennent dans un atmosphère de fortes tensions ethniques. Les Hutus obtiennent la majorité, mais le roi Mwambutsa révoque le Premier ministre hutu Joseph Bamina, remplacé par un Tutsi, Léopold Biha (en), en octobre 1965.

## Le coup d'État et ses conséquences
L'arrivée au pouvoir de Biha en tant que Premier ministre provoque des dissensions entre les Hutus et la monarchie burundaise, à tel point que des officiers de l'armée fomentent un coup d'État contre le gouvernement tutsi les 18 et 19 octobre 1965.
Un petit groupe de Hutus venus de l'armée et de la gendarmerie marche sur le palais royal. Biha est blessé par balle. Le coup d'État est déjoué par les troupes menées par un officier tutsi, le colonel Michel Micombero. Les chefs rebelles sont Gervais Nyangoma, un parlementaire, et Antoine Serukwavu, secrétaire d'État à la gendarmerie. Trente-quatre soldats Hutus, impliqués dans le coup d'État, sont arrêtés et exécutés. Des Hutus présents dans la police et dans l'armée, qui n'avaient pris aucune part aux événements, sont aussi arrêtés et beaucoup sont exécutés. Cette tentative provoque d'immédiates tensions qualifiées d'« ethniques » dans tout le pays. Des milliers de personnes, la plupart hutus, sont tuées dans ce qui est vu comme un prélude au génocide de 1972.
À la suite de ces événements, le roi Mwambutsa part en exil et ne revient jamais au Burundi. L'échec de ce coup d'État hutu provoque une contre-réaction tutsi sous forme de factions extrémistes désireuses de se saisir du pouvoir. Elles fomentent un coup d'État en juillet 1966, installant un nouveau mwami puis, en novembre 1966, portent le général Michel Micombero au pouvoir. Ce dernier devient le premier président de la République et, de facto, un dictateur, jusqu'en 1976.